# Cylisticus major
Cylisticus major is een pissebed uit de familie Cylisticidae. De wetenschappelijke naam van de soort is voor het eerst geldig gepubliceerd in 1951 door Radu.